# Leporung
Leporung est une ville du Botswana.